# 俊恵

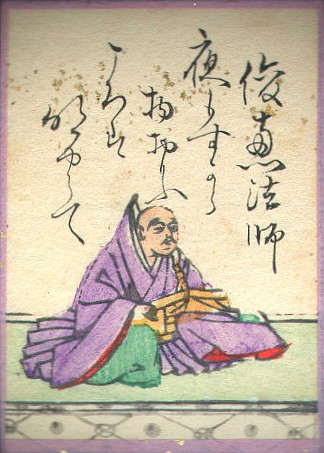
百人一首の俊恵

俊恵（しゅんえ、永久元年（1113年） - 建久2年（1191年）頃?）は、平安時代末期の僧・歌人。父は源俊頼。母は橘敦隆の娘。早くに東大寺の僧となり、俊恵法師とも呼ばれる。
十七歳のときに父と死別してから、約二十年もの間、作歌活動から遠ざかっていた。現在、俊恵作と伝えられている歌は千百首あまりであるが、その多くは四十歳以降に詠まれたものである。白川の自坊を「歌林苑」と名付け、そこに藤原清輔・源頼政・殷富門院大輔など多くの歌人を集めてさかんに歌会・歌合を開催し、衰えつつあった当時の歌壇に大きな刺激を与えた。鴨長明の師で、その歌論は『無名抄』などにもみえる。
風景と心情が重なり合った象徴的な美の世界や、余情を重んじて、多くを語らない中世的なもの静かさが漂う世界を、和歌のうえで表現しようとした。同じく幽玄の美を著そうとした藤原俊成とは異なる幽玄を確立したといえる。
「詞花和歌集」以下の勅撰集に入集。「歌苑抄」「歌林抄」などの選集を編集し、家集には「林葉和歌集」がある。
なお、無名抄の俊成自讃歌事によると、自らの自讃歌は、
み吉野の　山かき曇り　雪ふれば　ふもとの里は　うちしぐれつつ（新古今和歌集　冬）
で「もし世の末におぼつかなく云ふ人もあらば、かくこそいひしかと語り給へ」とある。

## 代表歌
- 小倉百人一首
  - よもすがら　物思ふころは　明けやらぬ　閨のひまさへ　つれなかりけり（『千載和歌集』）